# 公平
公平（こうへい、英: impartiality、equity）は、公に平らなこと、すなわち一定の集団において、偏らないということである。
人間には、「先に手を出したもの勝ち」とか、偏り、えこひいき、仲間外れなどがつきものである。公平とは、義務履行の結果として、平らに報じるとの概念である。
集団において「公平」を目指し、公平に物事を進めるためには、その集団における個の軽重に拠らない。従って、個人の利益を優先したり、個人の主観で判断することは避けなければならず、このため公平無私という概念も存在する。ちなみに、「この上なく公平であること」を意味する「至公至平」という言葉が存在するが、めったに使われない。その一方、集団や個人において、公平の否定形である不公平の概念も使用される。
東洋においての平等は、差別・不正・独占などを排し、履行しない者に対しても優遇せず、義務に準拠しない者に対しても偏りなく分け合う概念を表す場合が多い。

## 「平等」との違い
「公に平等」という意味の公平であるが、実際には「平等」とは異なるものと言える。
例えば、3個のリンゴを3人で分けるとき、1人1個ずつなら平等かというと、リンゴの大小や味などの要素があり、厳密には異なる。大きさについては、歳の順で年少からあるいは年長から大きいものをとっていくなどという決め方も考えられるが、味のほうは外見ではわからないので、結果が平等とは限らない。また、カステラを3等分する場合、もし金尺とノギスを使って厳密に測って3等分しようとしても、真ん中と端では異なる。そもそも、物差しがあってもふつうは目測で3等分することになる。厳密に3等分されることは期待できないので、おおよそ3等分だろうというところを切り、切らなかった人から好きなところを取っていくなどのやり方をしたり、あるいはじゃんけんで決めたりする。「私はカステラが嫌いだから2人で半分ずつにしてくれ」と1人が言う場合もあるだろう。
いずれも、少なくともその場にいる3人が納得していれば、「意思を問わず平均的に与える平等よりは、各個人の意思を尊重して分配する公平がふさわしい」場合と言える。

## 公平感

Image by Wikipedia about impartiality.

しかし、現実に「公平」という概念が適用されるのは、具体的卑近な事例だけではない。社会学の分野では、例えば「公平判断は、当該社会における社会的資源や生活機会を所与としたときに、評価者が正しいと考える配分原理をもとに生じるであろう仮想的配分を基準にして、現実の配分状況（の認知）がどれだけ逸脱しているか、という評価である」といった定義がなされることがある。(1)人間の社会的資源や生活機会はリンゴやカステラの分配にとどまるものではないことは自明であろうが、(2)評価者が正しいと考える原理に基づく配分結果と現実の配分状況との異なり具合を評価するということは、「公平かどうか」の判断が評価者によって異なる、すなわち評価者の主観（依拠する原理）次第で「公平な結果」が異なってくることを示唆している。(3)そして、人間の社会的資源や生活機会には抽象的な存在（物ではなく事柄）も多数含まれ、その配分自体が評価することの困難な場合も、少なくない。(4)したがって、人によって「公平」が異なることが十分に考えられる。
その場合、客観的巨視的な「公平」とは別に、分配に参加する人々の「公平感」を失わないような分配方法を重視することがある。人によって異なる「正しいと感じることのできる配分原理」にどうやってあてはまる分配方法にするのか、他に分配対象者がいても「自分の一人取りが正しい」という人もいるかもしれず、運営が困難な局面も出てくることになる。
公平感については、社会全体における資源（人々の欲求の対象）や（その利用）機会の分布、あるいはその配分原理の正当性を、どう感じ、解釈するかとかかわるものとも言え、社会全体の中で特定の人が得ている資源や機会に対して抱く「満足感」と対比される概念であると言うことができる。

## 公平性
一方、個人的主観をも含む「公平」とは異なる、客観的巨視的、あるいは一般的な、「公平」も議論されている。応用数理学における「公平分割理論」などがそれに該当する。
公平性を担保する一つの条件として、同一条件同一処遇が挙げられる。1つの条件に対し対応する「処遇」が2つある場合、数学的に写像ではなく、不公平が生じる前提となる。
例えば同一条件で5時間働いた人物に対し、最初から「1万円払う」「無報酬とする」という2つの処遇が示されている場合である。
また、1963年発表された『Equity Theory』の中で、J.S.アダムズは人々が「投入に対する報酬の比」が「すべて一定であると感じること」を「equity」（衡平 ＝ 公平）としており、この場合、「参加者の交換率の平等」が「公平」の本質であるということもできる。
| 小学生の条件 | 処遇（おやつ） |
| ------------ | -------------- |
| 1・2年生     | みかん1個      |
| 3・4年生     | リンゴ1個      |
| 5・6年生     | みかん2個      |

このような処遇が示されている場合、同一学年に対する処遇は常に一定であり、この意味では公平である。しかし、果物の種類や個数の設定は平等とは言いがたく、また果物である以上それぞれのばらつきも考慮しなくてはならない。特に学年別の部屋ではない場合、「公平な処遇とは感じづらい例」と言える。

## 参考資料
1. 1 2  海野 道郎・斎藤 友里子, 1990,「公平感と満足度―社会評価の構造と社会的地位」原純輔編『現代日本の階層構造 2 階層意識の動態』東京大学出版会 ISBN 978-4-13-055082-6, なお脚注aは p98.
2. 1 2  斎藤友里子, 2006<「＜公平＞の論理 - 誰をどのように含めるのか」（土場　学・盛山昭夫編著『正義の論理』頸草書房 ISBN 978-4-326-64870-2　第4章）